# Municipio de Fayetteville (Illinois)
El municipio de Fayetteville (en inglés: Fayetteville Township) es un municipio ubicado en el condado de St. Clair en el estado estadounidense de Illinois. En el año 2010 tenía una población de 1668 habitantes y una densidad poblacional de 14,69 personas por km².

## Geografía
El municipio de Fayetteville se encuentra ubicado en las coordenadas 38°21′34″N 89°45′28″O / 38.35944, -89.75778. Según la Oficina del Censo de los Estados Unidos, el municipio tiene una superficie total de 113.57 km², de la cual 111.26 km² corresponden a tierra firme y (2.03%) 2.31 km² es agua.

## Demografía
Según el censo de 2010, había 1668 personas residiendo en el municipio de Fayetteville. La densidad de población era de 14,69 hab./km². De los 1668 habitantes, el municipio de Fayetteville estaba compuesto por el 96.7% blancos, el 0.12% eran afroamericanos, el 0.12% eran amerindios, el 0.12% eran asiáticos, el 0.06% eran isleños del Pacífico, el 1.38% eran de otras razas y el 1.5% pertenecían a dos o más razas. Del total de la población el 2.34% eran hispanos o latinos de cualquier raza.